# Verwaltungsgemeinschaft Seeland

Wappen der Verwaltungsgemeinschaft Seeland

Die Verwaltungsgemeinschaft Seeland war eine Verwaltungsgemeinschaft im Salzlandkreis in Sachsen-Anhalt. Sie hatte bei ihrer Auflösung zum 15. Juli 2009 insgesamt 9.621 Einwohner (Stand: 31. Dezember 2006) auf einer Fläche von 78,79 km². Ihr Sitz war in der Gemeinde Nachterstedt.

## Geschichte
Die Verwaltungsgemeinschaft wurde am 1. Januar 2005 aus der aufgelösten Verwaltungsgemeinschaft Hoym-Nachterstedt und der vormals verwaltungsgemeinschaftsfreien Gemeinde Gatersleben gebildet und umfasste sechs Gemeinden und eine Stadt. Am 1. Januar 2009 wurde die Gemeinde Neu Königsaue in die Stadt Aschersleben eingegliedert. Zum 15. Juli schlossen sich alle Gemeinden außer Gatersleben zur neuen Stadt Seeland zusammen und die Verwaltungsgemeinschaft wurde aufgelöst. Gatersleben wurde bis zum 1. September 2010 von Seeland mitverwaltet, dann eingemeindet.

## Gemeinden
- Friedrichsaue
- Frose
- Gatersleben
- Stadt Hoym
- Nachterstedt
- Neu Königsaue (bis zum 1. Januar 2009)
- Schadeleben

## Partnerschaften
Die Verwaltungsgemeinschaft Seeland unterhielt Partnerschaftsbeziehungen zur Verbandsgemeinde Diez (Rheinland-Pfalz).
Koordinaten: 51° 48′ 0″ N, 11° 20′ 0″ O